# Anthony Stacchi
Anthony Stacchi es un animador, animador de efectos, artista de guiones gráficos, guionista y director de cine estadounidense.
Stacchi se graduó en Cine en el Instituto de las Artes de California en 1986. Sus películas estudiantiles se proyectaron en los festivales de cine de animación de Annecy y Hiroshima de 1987. Luego pasó a ser animador y director comercial en Colossal Pictures de San Francisco y animador de efectos en Industrial Light & Magic en Back to the Future 2 y 3, Hook, The Rocketeer y Ghost, y James and the Giant Peach de Henry Selick. Fue artista del guion gráfico de Antz, Spirit: el corcel indomable, Astro Boy, Missing Link y Pinocho de Guillermo del Toro y fue el jefe de historia de la abortada película animada por computadora de ILM, Frankenstein, y de un cortometraje, Work in Progress.
Hizo su debut como director como codirector de la primera película de Sony Pictures Animation, Open Season. Dirigió el largometraje de animación stop-motion en 3D The Boxtrolls, en Laika. Fue estrenado en 2014.
La película más reciente de Stacchi fue El Rey Mono, una película animada original de Netflix estrenada en 2023.

## Filmografía
| Año  | Título                             | Director | Guionista | Artista de guion gráfico | Efectos visuales | Notas                                       |
| ---- | ---------------------------------- | -------- | --------- | ------------------------ | ---------------- | ------------------------------------------- |
| 1985 | Back to the Future                 |          |           |                          | Sí               | Secuelas 2 y 3                              |
| 1989 | ABC Weekend Special                |          |           | Sí                       |                  | 1 episodio                                  |
| 1990 | Ghost                              |          |           |                          | Sí               |                                             |
| 1991 | The Rocketeer                      |          |           | Sí                       |                  |                                             |
| 1991 | Hook                               |          |           |                          | Sí               |                                             |
| 1991 | The Wish That Changed Christmas    |          |           | Sí                       | Sí               |                                             |
| 1992 | Æon Flux                           |          |           | Sí                       |                  | 4 episodios                                 |
| 1993 | The Meteor Man                     |          |           |                          | Sí               |                                             |
| 1996 | James and the Giant Peach          |          |           |                          | Sí               |                                             |
| 1997 | KaBlam!                            |          | Sí        |                          |                  | 1 episodio                                  |
| 1998 | Antz                               |          |           | Sí                       |                  |                                             |
| 2001 | Hubert's Brain                     |          |           | Sí                       |                  |                                             |
| 2002 | Spirit: el corcel indomable        |          |           | Sí                       |                  |                                             |
| 2006 | Open Season                        | Sí       | Sí        |                          |                  | Codirector; debut como director             |
| 2006 | Boog and Elliot's Midnight Bun Run | Sí       | Sí        |                          |                  | Codirector; cortometraje                    |
| 2009 | Astro Boy                          |          |           |                          | Sí               | Agradecimientos especiales                  |
| 2014 | The Boxtrolls                      | Sí       | Sí        |                          |                  | Codirector; historia adaptada con Phil Dale |
| 2019 | Missing Link                       |          |           | Sí                       |                  |                                             |
| 2022 | Pinocho de Guillermo del Toro      |          | Sí        |                          |                  |                                             |
| 2023 | El Rey Mono                        | Sí       |           |                          |                  | Película de Netflix                         |

## Premios y distinciones
Premios Óscar
| Año  | Categoría                   | Película      | Resultado |
| ---- | --------------------------- | ------------- | --------- |
| 2015 | Mejor Película de Animación | The Boxtrolls | Nominado  |